# بيل رينولد
بيل رينولد (بالإنجليزية: Bill Reinhold)‏ هو رسام بالرصاص أمريكي، ولد في 18 مارس 1955.

## وصلات خارجية
- الموقع الرسمي